# Regeringen Gordon Brown
Regeringen Gordon Brown blev dannet, efter at Tony Blair trådte tilbage som premierminister den 27. maj 2007.
Regeringen var en Labour–flertalsregering.
Efter det britiske parlamentsvalg den 6. maj 2010 blev regeringen afløst den konservative–liberale regering David Cameron I.
Blandt ministrene var:
- 2007 – 2010: Premierminister Gordon Brown
- 2007 – 2010: Finansminister Alistair Darling
- 2007 – 2010: Udenrigsminister David Miliband
- 2007 – 2010: Justitsminister og lordkansler Jack Straw
- 2007 – 2010: Minister for miljø, fødevarer og landdistrikter: Hilary Benn
- 2007 – 2010: Regeringsordfører i Underhuset, storseglbevarer, minister for kvinder og ligestilling: Harriet Harman
- 2007 – 2010: Minister for børn, skoler og familier: Ed Balls
- 2007 – 2008: Minister for Cabinet Office, kansler for Hertugdømmet Lancaster: Ed Miliband
- 2008 – 2010: Minister for energi og klimaforandringer Ed Miliband
- 2007 – 2008: Regeringsordfører i Overhuset, formand for det kongelige råd: Catherine Ashton
- 2007 – 2008: Viceminister i finansministeriet Andy Burnham
- 2008 – 2010: Minister for kultur, medier og sport Andy Burnham
- 2007 – 2008: Bolig- og planlægningsminister Yvette Cooper
- 2008 – 2009: Viceminister i finansministeriet Yvette Cooper
- 2009 – 2010: Arbejds- og pensionsminister Yvette Cooper
- 2005 – 2010: Minister for OL (forberedelse af Sommer-OL 2012 i London) Tessa Jowell
- 2007 – 2010: Minister for betalinger Tessa Jowell
- 2009 – 2010: Minister for London Tessa Jowell
- 2009 – 2010: Minister for Cabinet Office Tessa Jowell
- 2008 – 2010: Erhvervsminister Peter Mandelson
- 2009 – 2010: Formand for det kongelige råd og førstesekretær for staten Peter Mandelson
- 2007 – 2008: Europaminister Jim Murphy
- 2008 – 2010: Minister for Skotland Jim Murphy